# Snow Canyon State Park
Der Snow Canyon State Park ist ein 1959 gegründeter State Park im Washington County im südwestlichen Utah, USA. Innerhalb der Grenzen des State Park liegt ein Canyon, dessen Name auf Lorenzo und Erastus Snow – zwei frühere Einwohner des Gebiets – zurückgeht.
Verschiedene Filme wurden in diesem Gebiet schon gedreht, beispielsweise Zwei Banditen, Der elektrische Reiter und Jeremiah Johnson (alle mit Robert Redford) und Der Eroberer (mit John Wayne).
Es gibt zehn verschiedene Wanderwege, Schwierigkeitsgrad leicht bis gemäßigt, die zwischen einer halben Meile und sieben Meilen lang sind.